# Everwood
Everwood is een Amerikaanse dramaserie die gedurende vier seizoenen, van september 2002 tot juni 2006, te zien was op The WB. In Nederland wordt de serie uitgezonden door Net5. In Vlaanderen wordt de serie uitgezonden door Vitaya nadat 2BE de serie eerst gedeeltelijk had uitgezonden.
In de serie staat het gezin van de beroemde neurochirurg Dr. Andrew (Andy) Brown centraal. Na de dood van Andy's vrouw verhuizen hij en zijn twee kinderen, de 15-jarige Ephram en de 9-jarige Delia, van New York naar het kleine plaatsje Everwood in Colorado. Alle drie vinden ze het moeilijk zich aan te passen aan de plattelandsmentaliteit. Zo wil Dr. Brown een gratis praktijk opstarten, wat hem in conflict brengt met de plaatselijke dokter. Ephram was liever bij zijn grootouders in New York gebleven om daar zijn pianostudies te kunnen voortzetten, bovendien worstelt hij met zijn gevoelens over de dood van zijn moeder, wat zich uit in een voortdurende rebellie tegen zijn vader. Alleen Delia lijkt zich vrij snel thuis te voelen in Everwood.

## Rolverdeling
- Treat Williams – Dr. Andrew (Andy) Brown
- Gregory Smith – Ephram Brown
- Vivien Cardone – Delia Brown
- Tom Amandes – Dr. Harold Abbott
- Merrilyn Gann – Mayor Rose Abbott
- Chris Pratt – Bright Abbott
- Emily VanCamp – Amy Abbott
- Debra Mooney – Nurse Edna Harper
- John Beasley – Irv Harper
- Stephanie Niznik – Nina Feeny
- Marcia Cross – Dr. Linda Abbott (seizoen 2)
- Sarah Lancaster – Madison Kellner (seizoen 2)
- Anne Heche – Amanda Hayes (seizoen 3)
- Scott Wolf – Dr. Jake Hartman (seizoen 3-4)
- Sarah Drew – Hannah Katherine Rogers (seizoen 3-4)
- Justin Baldoni – Reid Bardem (seizoen 4)

## Seizoen 1
De serie begint met de komst van Dr. Andrew Brown in een klein stadje genaamd Everwood. Dr. Andrew Brown is een heel goede chirurg, maar na de dood van zijn vrouw besluit hij zijn baan op te geven en naar Everwood te vertrekken met zijn kinderen (Ephram van 15 jaar en Delia van 9 jaar). Hij begint een huisartsenpraktijk, maar krijgt in het begin wat tegenstand van de andere huisarts in het dorpje, Dr. Harold Abbott. Ephram heeft het moeilijk met de dood van zijn moeder, puberteit en het leuk vinden van Amy Abbott, Dr. Abbotts dochter.
Het eerste seizoen gaat vooral over Colin, het vriendje van Amy en de beste vriend van Amy's broer Bright. Colin ligt sinds Independence Day al in een coma, nadat Bright en Colin een auto-ongeluk hadden. Amy wordt vrienden met Ephram in de hoop dat Andy Colin beter wil maken door middel van een hersenoperatie. Andy stemt erin toe om te proberen om Colin beter te maken. De operatie verloopt goed en niet veel later ontwaakt Colin uit een coma.
In de tussentijd komen de grootouders van Ephram naar Everwood om hun nieuwe huis te bekijken en Ephram besluit dat hij terug wil naar New York om bij zijn grootouders te gaan wonen. Delia en haar grootmoeder worden vrienden met zuster Edna Abbott (de moeder van Dr. Harold Abbott). Ze besluiten om voor haar een verjaardagsfeest te geven in het huis van Harold Abbott. Tijdens het feest krijgen Andy en Ephram een grote ruzie over het feit dat Ephram naar New York wil. Andy bekent aan Ephram dat hij nooit meer dezelfde man zal zijn als Ephram terug zou gaan naar New York, waarop Ephram alsnog blijft.
Niet alles gaat goed met Colin. Hij gaat weer thuis wonen, gaat weer naar school en probeert zijn oude leven weer op te pakken. Hij heeft tijdens de operatie en tijdens zijn coma z'n herinneringen verloren, ook die van hem en Amy. Colin wordt vrienden met Ephram omdat Ephram de enige is in het stadje die hem niet kende voor de operatie.
Na een tijdje gaat Colin zich vreemd gedragen. Daardoor verliest hij zijn vriendschap met Ephram.
Ephram probeert iedereen duidelijk te maken dat er iets mis is met Colin. Amy denkt dat Ephram jaloers is en Bright luistert ook niet omdat hij jaloers is op de vriendschap van Colin en Ephram. Maar de ouders van Colin hebben Andy ontslagen uit de zorg van Colin nadat Andy zegt dat hij zich zorgen maakt over Colin. Uiteindelijk komt Colin in het ziekenhuis terecht en de ouders van Colin vragen Andy om nog een operatie te doen. De operatie wordt uitgevoerd, maar Colin gaat dood.

## Seizoen 2
Het seizoen begint net na de dood van Colin. Heel Everwood geeft Andy de schuld van de dood van Colin. Er komen geen mensen meer naar de huisartsenpraktijk van Andy en ze ontwijken zijn kinderen. Andy vertelt Ephram dat hij Colin wel had kunnen redden, maar dat Colin dan gehandicapt zou raken. Hij zou dan niet alles meer kunnen en hij had aan Colin beloofd dat hij dat niet zou laten gebeuren.
Amy kan de dood van Colin moeilijk verwerken en wordt depressief. Ze krijgt uiteindelijk medicijnen en ontmoet Tommy. Tommy is een druggebruikende jongen die iets met Amy krijgt. Ze denkt erover om met Tommy seks te hebben, maar telkens als hij het erover heeft, wil ze niet. Harold doet er alles aan om Amy op te vrolijken, ze krijgt een nieuwe auto, maar Amy blijft het slecht doen op school. Uiteindelijk moet Amy bij haar oma Edna gaan wonen, omdat ze zich zo gedraagt.
Dan neemt Tommy haar mee naar een feest. Daar geeft Tommy haar een flesje water waar GHB in zit. Amy krijgt een visioen over Colin. Colin vertelt haar dat ze door moet gaan met haar leven en Tommy moet dumpen. Als ze weer bijkomt, ziet ze dat Tommy het meeste van het water heeft opgedronken en een overdosis heeft. Ze belt haar vader om hulp en uiteindelijk wordt Tommy weer beter. Amy heeft echter veel geleerd en dumpt Tommy en gaat terug wonen bij haar ouders.
Ephram heeft ondertussen een nieuwe liefde gevonden in Madison Kellner, 20-jarige student die Andy heeft ingehuurd als oppas.
Niet alles gaat goed tussen die twee, maar uiteindelijk verliest Ephram zijn maagdelijkheid met Madison in een auto.
Andy vindt opnieuw liefde in Dr. Linda Abbott, de zus van Dr. Harold Abbott. Het is een grote schok als bekend wordt dat Linda hiv heeft. Harold verliest zijn praktijk omdat Linda hiv heeft en bij hem in de praktijk werkt. Linda vertrekt weer en daarmee eindigt haar relatie met Andy.
Harold opent een bagelwinkel, maar die komt niet van de grond. Andy biedt Harold een partnerschap aan, die Harold uiteindelijk aanvaardt.
Ephram en Bright worden uiteindelijk goede vrienden. Ephram heeft een knipperlichtrelatie met Madison en uiteindelijk maakt Madison het voorgoed uit. Madison bekent aan Andy dat ze zwanger is van Ephram. Andy bedenkt zich dat Ephram wel heel snel volwassen moest worden na de dood van zijn moeder en dat als hij zou weten van de zwangerschap, hij geen jeugd meer over zou hebben. Hij laat Madison beloven niks tegen Ephram te zeggen en dan zal hij al de kosten betalen die ze maakt.
Ephram begint uit te gaan met Amy, maar wordt aangenomen op het zomerprogramma van Juliard (school voor muziek). Hij weet niet wat hij moet doen, blijven in Everwood om te zien of zijn relatie met Amy gaat werken of vertrekken voor de opleiding waar hij al jaren naartoe wil. Uiteindelijk besluit hij om toch naar Juliard te gaan. Amy gaat met hem mee voor de eerste week en daarna wordt het een langeafstandsrelatie.

## Seizoen 3
Het derde seizoen begint als Andy een brief krijgt van Madison waarin ze haar deal met Andy verbreekt. Ze is verhuisd naar Denver, maar onthult niet of ze de baby heeft gehouden of niet. Andy overweegt of hij Ephram moet vertellen over de baby, maar Harold overtuigt hem om het niet te doen.
Ephram komt terug van het zomerprogramma van Juliard met het slechte nieuws dat hij geen hoge cijfers heeft gehaald. Amy en Ephram groeien steeds dichter naar elkaar toe en zitten nu in hun laatste jaar van highschool. Ze raken bevriend met een verlegen meisje, Hannah. Hannah logeert bij Ephrams buurvrouw Nina. Hannah beweert dat ze naar Everwood is gekomen omdat haar ouders door Hongkong reizen, maar onthult later dat haar vader aan de ziekte van Huntington lijdt en dat ze naar Everwood is gekomen zodat ze hem niet zou zien lijden.
Amy besluit, na het besproken te hebben met zowel Hannah en Ephram, om seks te hebben met Ephram. Ze besluiten om weg te sluipen naar het huis aan het meer van de Abbotts, maar eenmaal daar verandert Amy van gedachten. De volgende morgen doen ze het alsnog. Net voor Kerstmis overtuigt Bright Ephram dat hij naar de band van Madison moet gaan kijken. Ephram liegt tegen Amy over waar hij naartoe gaat. Madison was er niet, maar Ephram voelt zich schuldig en bekent het alsnog aan Amy.
We leren een nieuwe jonge dokter kennen, Jake Hartman, hij neemt de oude praktijk van Harold over. Nina begint een relatie met hem.
Ephram moet nog een keer naar Juliard voor een gesprek, Andy gaat met hem mee. Daar ziet Ephram Madison weer.
Madison vertelt hem uiteindelijk over de zwangerschap en Andy bekent dat hij ervan wist. De baby woont nu bij pleegouders.
Terug in Everwood vertelt Ephram Amy van de baby. In het begin lijkt het goed te gaan, maar uiteindelijk gaan Amy en Ephram toch uit elkaar.
Ephram besluit om te stoppen met school en besluit om te gaan backpacken door Europa. Amy gaat wel studeren op Princeton.
Jake en Nina gaan bij elkaar wonen en beginnen samen een restaurant.
Seizoen 3 eindigt wanneer Hannah een vriendje krijgt, maar ze maakt het al snel uit met Topher omdat ze verliefd is op Bright.
Bright en Hannah beginnen een relatie.
Amy besluit om later te beginnen op Princeton omdat haar moeder een hersentumor heeft en Andy haar heeft geopereerd en ze zo voor haar moeder kan zorgen.

## Seizoen 4
Seizoen 4 begint wanneer Edna en haar man Irv (of Irving) hun huwelijksbeloften willen vernieuwen. Rose herstelt goed en Bright start met het 2de jaar van het Everwood community college. Ook is Bright net ingetrokken in zijn nieuwe appartement.
Reid, een medische student, heeft kennis gemaakt met Amy en Amy overtuigt Bright ervan dat hij Reid als zijn huisgenoot moet vragen. Op verzoek van Delia, die hem heel erg mist, komt Ephram terug uit Europa, net op tijd voor de ceremonie van Edna en Irv.
Andy zegt tegen Ephram dat hij welkom is om weer thuis te komen wonen, maar dat hij niet zal betalen als Ephram ergens anders gaat wonen. Andy wil de relatie tussen Delia en haar grote broer niet verslechteren en belooft Ephram dat hij hem 50 dollar per etentje met het gezin zal betalen. Het plan blijkt te werken en ze worden langzaamaan weer een gezin.
Ephram gaat samen met Bright naar het ecc (Everwood community college), waar Ephram zijn eerste semester begint. Bright vraagt Ephram om zijn derde huisgenoot te worden en Ephram zegt ja. Ephram geeft pianolessen aan een jongen in het eerste jaar van highschool genaamd Kyle Hunter. Kyle is niet altijd makkelijk en doordat Ephram zijn leraar is, begint hij te begrijpen wat zijn vader heeft moeten doorstaan met hem. Ondertussen gaat het steeds beter met de vader-zoonrelatie van Ephram en Andy.
Op een vader/zoon kampeeruitje met de Abbotts, onthult Ephram dat hij teruggekomen is naar Everwood omdat hij nog steeds verliefd is op Amy. Bright onthult op zijn beurt dat hij het misschien gaat uitmaken met Hannah omdat ze niet gelooft in seks voor het huwelijk. Terug in Everwood, vraagt Ephram Reid om niet een relatie met Amy aan te gaan en dat doet Reid niet. Amy en Ephram zijn nu gewoon vrienden en na een avondje studeren, belanden ze bij elkaar in bed.
Ephram onthult aan Amy dat hij haar kaarten heeft geschreven toen hij in Europa was, maar ze niet durfde op te sturen. Amy vraagt of hij ze wil laten zien. Later zegt ze dat ze geen relatie met hem wil, omdat ze probeert uit te zoeken wie ze nu eigenlijk is.
Harold en Rose hebben het nog steeds moeilijk na de ziekte van Rose. Hoewel Rose nu weer helemaal beter is, is ze geen burgemeester meer van Everwood. Ze voelt zich nutteloos, maar na een safari in Afrika samen met Harold zegt ze dat ze een kind wil adopteren.
Het restaurant van Nina en Jake (genaamd Sam's), doet het heel erg goed. Jake begint wel raar te doen en doet afstandelijk tegenover Nina. Als een van zijn vroegere vrienden van LA een ernstig mountainbike-ongeluk heeft gehad raakt hij heel gestrest. Hij bekent aan Nina dat hij een medicijnverslaving heeft gehad en dat hij nu weer heeft gebruikt.
Nina dumpt hem en huilt uit in de armen van Andy.
Ondertussen heeft Irv een boek geschreven gebaseerd op zijn ervaringen in Everwood. Het boek is een daverend succes.
Bright en Hannah hebben nog steeds een relatie. De vader van Hannah is overleden en haar moeder heeft haar zelf laten beslissen of ze in Everwood wil blijven of niet. Ze besluit om te blijven. Bright is geïrriteerd dat Hannah zo weinig zelfvertrouwen heeft. Hij laat haar zien dat ze mooi is, door haar op te sluiten in de badkamer zodat ze in de spiegel kan zien hoe mooi ze is. Hannah nodigt Bright even later uit om met haar in de douche te gaan.
Ephram krijgt te horen dat zijn oude pianoleraar is overleden en woont de begrafenis bij. In plaats van een sombere en droevige begrafenis is het een viering van zijn leven. Ephram ontmoet de familie van de overleden pianoleraar en wordt gevraagd om een stukje piano te spelen. Hierna koopt Ephram weer een nieuwe piano en helpt hij Kyle met zijn auditie voor Juliard. Ephram probeert om Kyle te helpen nieuwe vrienden te maken, Kyle is altijd alleen. Reid zegt dat dat misschien komt doordat Kyle homo is. Ephram wil het eerst niet geloven, ook Kyle ontkent het in eerste instantie. Uiteindelijk komt Kyle ervoor uit.
Nu de problemen tussen Kyle en Ephram over zijn, gaat het oefenen steeds beter en uiteindelijk wordt Kyle op Juliard aangenomen.
Ephram besluit om naar Amy's school te gaan om daar muziek te gaan studeren.
Bright breekt zijn hand en Hannah behandelt Bright als een kind dat niks kan, waardoor het even niet goed gaat met hun relatie. Hannah is heel bezorgd dat het uit gaat tussen hen. Dan komt Bright een oude vlam tegen, Ada, waar hij na een paar biertjes seks mee heeft. Ephram komt erachter en Bright vertelt hem dat hij niet van plan is om Hannah erover te vertellen. Ephram vindt dat Bright het moet zeggen en daarna praten Ephram en Bright niet meer met elkaar. Amy dwingt Ephram haar de waarheid te vertellen en Amy vertelt Bright dat als hij het niet vertelt, zij het doet. Onder druk gezet door Amy en Ephram, vertelt Bright het aan Hannah, waarop zij het met hem uitmaakt.
Reid doet het niet goed op school en spiekt tijdens een proefwerk. Hij wordt betrapt en wordt van school gestuurd.
Op een ochtend vindt Ephram Reid op de badkamervloer bewusteloos. Reid had bijna een heel pillendoosje geslikt. Ephram voelt zich schuldig dat hij niet had gezien dat Reid depressief was. Reid doet nog steeds alsof alles goed gaat. Reid besluit om terug te gaan naar zijn moeder om daar te herstellen.
Harold en Rose zijn in het laatste stadium van de adoptie beland, wanneer onthuld wordt dat Harold gelogen heeft over de ziekte van Rose. Ze mogen geen kind adopteren en ze zijn beiden teleurgesteld.
Ondertussen viert Bright zijn 21ste verjaardag, hij wordt dronken en valt uiteindelijk door een raam. Hij wordt met hoofdwonden naar het ziekenhuis gebracht. In het ziekenhuis vertelt Rose aan Harold dat ze bang is dat ze weer kanker heeft, maar Harold vertelt dat hij de dokter heeft gebeld en dat die heeft gezegd dat ze geen kanker meer heeft. Rose en Bright herstellen beiden heel goed. Een patiënt van Harold laat op een dag haar pasgeboren dochter achter voor de voordeur van de Abbotts. Nadat ze de moeder van het kind niet hebben gevonden, besluiten Harold en Rose voor het kind te zorgen.
Nadat Irv en Edna teruggekomen zijn van hun promotietour voor zijn boek, besluiten ze te gaan reizen door het land. Net nadat ze dit hebben besloten, krijgt Irv een hartaanval en overlijdt. Edna probeert door te gaan met haar leven, maar bekent uiteindelijk aan haar zoon Harold dat ze overmand is door verdriet en dat ze geen idee heeft hoe ze verder moet met haar leven.
Rose en Harold maken de logeerkamer klaar en nodigen Edna uit om een tijdje bij hen te komen logeren.
Nina vergeeft Jake en Jake begint met verschillende herstelbehandelingen, hij is niet verbaasd dat geen van de behandelingen blijken te werken. De vorige keer werkten de behandelingen ook niet. Hij besluit een behandelingsgroep te starten in Everwood en een eigen behandelingsmethode te bedenken. Zijn vrienden in LA vinden het een goed idee, maar willen wel dat hij dan weer terug in LA komt wonen. Nina vertrekt daarop samen met Jake naar Los Angeles.
Andy heeft ondertussen een verlovingsring voor Nina gekocht en laat die aan Ephram zien. Op Irvs begrafenis vertelt Ephram Nina van de ring, die het dan weer aan Hannah doorvertelt. Uiteindelijk vindt Jake de ring in Hannahs kamer. Jake confronteert Nina en Andy ermee, maar ze beweren dat het niets betekende.
Uiteindelijk belanden Jake en Nina op het vliegveld waarna ze besluiten dat Jake alleen gaat. Nina en Sam blijven in Everwood. Het huis is al verkocht, daarom gaan ze naar het huis van Andy. Andy vraagt Nina ten huwelijk, en ze zegt ja.
Na zijn ongeluk zijn Bright en Hannah weer vrienden geworden, maar het is niet duidelijk geworden of ze nu wel of geen relatie meer kregen.
Ephram ontmoet Stefanie, terwijl hij folders ophangt voor een nieuwe huisgenoot. Stefanie is makkelijk in de omgang, leuk met weinig drama. Op de bar mitswa van Delia (waar Stefanie ook is) realiseert een aangeschoten Amy dat ze nog steeds verliefd is op Ephram. Uiteindelijk vertelt Amy Ephram wat ze voor hem voelt en Ephram en Amy beginnen een volwassen relatie met elkaar.